# Miller Field
Miller Field era una instalación del ejército de los Estados Unidos en el vecindario de New Dorp, Staten Island, Nueva York. Fue fundado en noviembre de 1919 y terminado en 1921.

## Etimología
Lleva el nombre del capitán James Ely Miller, comandante del 95° Escuadrón Aéreo en el Servicio Aéreo de la AEF, que murió en combate el 9 de marzo de 1918 sobre Reims en la Primera Guerra Mundial. Fue el primer aviador estadounidense muerto en acción mientras prestaba servicio en una unidad de aviación militar estadounidense. Antes de la Primera Guerra Mundial, Miller había sido vicepresidente de Columbia Trust Company de Nueva York y gerente de su oficina de la Quinta Avenida, quien se entrenó por su cuenta para obtener su licencia de piloto y la calificación de Aviador Militar de Reserva con el Cuerpo de Entrenamiento de Governors Island en 1916. También fue organizador, junto con el Mayor Raynal Bolling, del 1er Escuadrón Aero de Reserva, la primera unidad de lo que eventualmente se convertiría en el Comando de Reserva de la Fuerza Aérea.

## Historia
Cuando se construyó en 1921, Miller Field era la única estación aérea de defensa costera en el Estados Unidos y era parte de la red de fortificaciones alrededor de la ciudad de Nueva York. Fue construido en un terreno que anteriormente pertenecía a la familia Vanderbilt. Tenía una pista de césped (y fue el último aeropuerto con una pista de césped en la ciudad de Nueva York), rampas para hidroaviones y cuatro hangares para aviones. Miller Field se utilizó para el fuego antiaéreo y el entrenamiento del personal de la Guardia Costera. Miller Field cerró como base aérea en 1969.
El aeropuerto Field fue el sitio del Faro Elm Tree Beacon, que funcionó desde el siglo XIX hasta 1924 cuando fue abandonado. La luz había reemplazado a un olmo emblemático.
El Distrito Histórico Miller Army Air Field fue incluido en el Registro Nacional de Lugares Históricos en 1980.

### Accidentes e incidentes
El 16 de diciembre de 1960, un Douglas DC-8 de United Airlines y un Lockheed Super Constellation de Trans World Airlines chocaron justo al oeste del campo con el Constellation chocando contra la esquina noroeste del aeropuerto mientras que el DC-8 chocó contra Park Slope, Brooklyn. Hubo 134 fallecidos. El desastre fue el peor desastre de una aerolínea hasta ese momento.

## Uso actual
El campo se utiliza como parque local, con campos de béisbol y fútbol. Alberga la Filarmónica de Nueva York en verano. El campo está directamente al este de New Dorp High School.
Miller Field es parte de la Unidad de Staten Island del Área de Recreación Nacional Gateway, que es administrada por el Servicio de Parques Nacionales.

## En la cultura
En el documental Glory Daze: The Life and Times of Michael Alig (2015), la policía relata el descubrimiento, por parte de un grupo de niños en Oakwood Beach, en Miller Field, de una caja que contenía los restos de Andre "Angel" Meléndez en marzo de 1996 (American Justice informa que la caja fue encontrada en abril de 1996). Meléndez había sido asesinado por el promotor de eventos en clubes nocturnos Michael Alig y su compañero de habitación, Robert "Freeze" Riggs, con las piernas desmembradas y la parte superior del cuerpo encerrada en una caja que transportaron en taxi y luego lanzaron al río Hudson, cerca de la discoteca Tunnel. Una tormenta tropical ayudó a impulsar la caja flotante forrada de corcho hacia Staten Island.